# Beauftragter der Bundesregierung für jüdisches Leben in Deutschland und den Kampf gegen Antisemitismus
Das Amt des Beauftragten der Bundesregierung für jüdisches Leben in Deutschland und den Kampf gegen Antisemitismus (häufig kurz Antisemitismusbeauftragter der Bundesregierung) wurde auf Beschluss des Bundestags vom 18. Januar 2018 eingerichtet und ist im Bundesministerium des Innern angesiedelt. Die Schaffung des Postens war Teil des Koalitionsvertrages der Großen Koalition. Aufgabe des Beauftragten ist die Koordination der Maßnahmen der Bundesregierung zur Bekämpfung von Antisemitismus.
Seit dem 1. Mai 2018 bekleidet Felix Klein den Posten, dieser war zuvor im Auswärtigen Amt für Beziehungen zu jüdischen Organisationen und Antisemitismusfragen zuständig.
Zum Amtsantritt war Klein lediglich eine Sekretärin zugeordnet sowie ein Sachbearbeiter und ein Referent in Aussicht gestellt worden. Nach Kritik des Zentralrats der Juden sowie der Oppositionsfraktionen der Grünen und Linken im Bundestag wurde die Ausstattung des Postens auf elf Mitarbeiter erhöht.
Der Historiker A. Dirk Moses kritisierte die Position dieses Regierungsbeauftragten als „Glaubenswächter“ eines neuen „Katechismus der Deutschen“, der unter anderem Antizionismus mit Antisemitismus gleichsetze und „neue Nazis“ entdecke, darunter „Palästinenser und ihre nicht-zionistischen israelischen Freunde“.